# Anna Olszewska
Anna Maria Olszewska – polska urzędniczka i dyplomatka, w latach 2011–2015 Konsul Generalna w Ostrawie.

## Życiorys
Absolwentka Wydziału Prawa i Administracji Uniwersytetu Warszawskiego oraz aplikacji dyplomatyczno-konsularnej w Ministerstwie Spraw Zagranicznych, gdzie rozpoczęła pracę w 1985. Odbyła roczny staż w Stałym Przedstawicielstwie RP w Genewie. Potem pracowała w Departamencie Konsularnym MSZ. W 1991 wyjechała do ambasady w Oslo w randze II sekretarza ds. prasowych, kulturalnych, a następnie jako wicekonsul. Później była delegowana przez OBWE do misji na Łotwie. Po powrocie ponownie pracowała w Departamencie Konsularnym (wówczas Konsularnym i Wychodźstwa). W latach 2000–2005 kierowała wydziałem konsularnym ambasady RP w Pradze w randze radcy, a następnie I radcy. Po powrocie pracowała w Biurze Dyrektora Generalnego, a w 2006 przez rok pełniła obowiązki kierowniczki Konsulatu Generalnego w Ostrawie. W latach 2011–2015 ponownie w Ostrawie, już jako konsul generalna. W 2024 została dyrektorką Biura Kontroli i Audytu MSZ (po zmianie nazwy – Biura Kontroli, Audytu i Ewaluacji).
Włada językami: czeskim, angielskim, rosyjskim.
W 2014 „za zasługi w służbie zagranicznej i współpracy międzynarodowej” została odznaczona Złotym Krzyżem Zasługi.